# Santibáñez de Tera
Santibáñez de Tera est une municipalité espagnole de la communauté autonome de Castille-et-León et de la province de Zamora. En 2021, elle compte 368 habitants.